# READING FOR YOUR HEART
『READING FOR YOUR HEART』（リーディング・フォー・ユア・ハート）は、JAPAN FM LEAGUE加盟局のうち、J-WAVE・FM802・ZIP-FMの3局で放送されていたラジオ番組。制作局のJ-WAVEでは2012年4月2日から2015年3月31日まで放送。

## 概要
秀島史香がナビゲーターを務めていたミニ番組で、各局ともに週5日間の帯で放送。Force Club（フォルスクラブ）の提供番組であり、『Force Club READING FOR YOUR HEART』が正式名称となっていた。
番組は、秀島が世界の名作から人気の絵本まで様々な物語を朗読する模様を放送。放送翌週の1週間のみ、番組が公式サイト上で行うポッドキャスト配信で聴取可能となっていた。

## 放送時間
いずれも日本標準時。
J-WAVE
月曜 - 金曜 21:50 - 22:00
FM802
月曜 - 金曜 20:48 - 20:58
ZIP-FM
月曜 - 木曜 20:50 - 21:00、金曜 19:50 - 20:00（2013年4月1日放送開始）